# Haymenn Bah-Traoré
Haymenn Bah-Traoré (Essen, Renania del Norte-Westfalia, Alemania, 12 de junio de 1997) es un futbolista Togo-alemán que se desempeña como defensa, actualmente se encuentra sin equipo.

## Trayectoria

#### Inicios en Rot-Weiss Essen
Bah-Traoré, nacido en Essen tuvo sus inicios en el equipo juvenil de Rot-Weiss Essen en el año de 2013, donde pasó por las categoría U17 y U19.

#### SG Wattenscheid y Borussia Dortmund II
En 2016 ficharía por el SG Wattenscheid 09 equipo con el que se mantuvo una temporada para que en 2017 pasara a formar parte del Borussia Dortmund II. 

## Selección nacional
Aunque Bah-Traoré nació en Essen, Alemania, decidió representar a la selección de Togo ya que cuenta con doble nacionalidad.

## Estadísticas
- Actualizado hasta el último partido jugado.

| Club                            | Div.          | Temporada     | Liga  | Liga  | Copas nacionales | Copas nacionales | Torneos internacionales | Torneos internacionales | Total | Total |
| Club                            | Div.          | Temporada     | Part. | Goles | Part.            | Goles            | Part.                   | Goles                   | Part. | Goles |
| ------------------------------- | ------------- | ------------- | ----- | ----- | ---------------- | ---------------- | ----------------------- | ----------------------- | ----- | ----- |
| 'SG Wattenscheid 09' · Alemania | 4.ª           | 2016-17       | 32    | 0     | 3                | 0                | 0                       | 0                       | 35    | 0     |
| 'SG Wattenscheid 09' · Alemania | Total club    | Total club    | 32    | 0     | 3                | 0                | 0                       | 0                       | 35    | 0     |
| Borussia Dortmund II · Alemania | 4.ª           | 2017-18       | 19    | 1     | 0                | 0                | —                       | —                       | 40    | 1     |
| Borussia Dortmund II · Alemania | 4.ª           | 2018-19       | 8     | 0     | 0                | 0                | —                       | —                       | 8     | 0     |
| Borussia Dortmund II · Alemania | 4.ª           | 2020-21       | 21    | 0     | 0                | 0                | —                       | —                       | 21    | 0     |
| Borussia Dortmund II · Alemania | 3.ª           | 2021-22       | 13    | 0     | 0                | 0                | —                       | —                       | 13    | 0     |
| Borussia Dortmund II · Alemania | Total club    | Total club    | 48    | 1     | 0                | 0                | 0                       | 0                       | 69    | 1     |
| Total carrera                   | Total carrera | Total carrera | 80    | 18    | 17               | 3                | 0                       | 0                       | 104   | 1     |

## Palmarés

### Títulos nacionales
| Título            | Club                 | País     | Año  |
| ----------------- | -------------------- | -------- | ---- |
| Regionalliga West | Borussia Dortmund II | Alemania | 2021 |